# Руди Карел
Руди Карел (хол. Rudi Carrell, 19. децембар 1934. - 7. јул 2006) био је холандски певач и забављач. Био је један од најпознатијих Холанђанина популарних у Немачкој. Био је представник Холандије на Песми Евровизије 1960. године.

## Биографија
Рођен је 19. децембра 1934. у Алкмару, у Холандији као Rudolf Wijbrand Kesselaar. Први наступ имао је дан пре његовог 14. рођендана. Он је био водитељ школске приредбе за ученике, родитеље и све заинтересоване становнике Алкмара. Био је толико успешан да му је дозвољено да води све остале школске догађаје.
1960. године је одабран да представља Холандију на Песми Евровизије 1960. године у Лондону. Тамо је певао песму "Wat een geluk". Није остварио јако добар резултат. Био је дванаести од 13 песама са само 2 освојена бода. Био је и холандски коментатор за Песму Евровизије 1987. године која је одржана у суседној Белгији.
"The Rudi Carrell Show" имао је велики успех у Немачкој од 1960-их до 1990-их. Емисија је била сличног карактера као "Pop Idol" и довела је многе немачке певаче и глумце до пробијања на јавну сцену, попут певачице Алексис или глумца Марка Келера. Емисија је такође имала и комичне елементе. Његова емисија била је такође прилично популарна у земљама које нису у склопу немачког говорног подручја попут Словеније.
Карел је такође био водитељ бројних емисија попут Am laufenden Band, Rudis Tagesshow, Herzblatt, Die verflixte 7 и 7 Tage, 7 Köpfe.
1987. године, изазвао је дипломатску свађу између Немачке и Ирана скечом у којој су жене бацале рубље некоме обученом попут иранског врховног вође Рухолаха Хомеинија. Иранска влада одговорила је протеривањем двојице немачких дипломата и трајнима затварањем Гетеовог института у Техерану.
У интервјуу у новембру 2005. потврдио је магазину Бунте, да болује од рака плућа. Умро је 7. јула 2006. у Бремену, у Немачкој, у 71. години живота.